# تاريخ الصحافة العراقية

اعتاد الصحفيون العراقيون الاحتفال بيوم الصحافة العراقية في الخامس عشر من حزيران من كل عام باعتبار ان هذا التأريخ هو ولادة اقدم جريدة عراقية وهي / الزوراء/ صدرت في مثل هذا التاريخ من عام 1869. 
ولتسليط الضوء على نشأة وتكوين الصحافة العراقية لابد من الوقوف عند هذا التاريخ والبحث في حيثيات هذا الوليد وفي هذا الظرف الذي مر به العراق آنذاك حيث السيطرة العثمانية على البلاد واستشراء الامية بين أبنائه وحالة الفقر والحرمان الموغلة في اطناب المجتمع العراقي. 
وتبدأ قصة الصحافة العراقية مع تعيين الوالي مدحت باشا على العراق حيث جلب معه مطبعة من باريس وصارت تطبع فيها الجريدة، ثم أسس بعدها مدرسة صناعية في بغداد، وكان من بين أهدافها سد حاجة المطبعة إلى العمال الفنيين والمرتبين وكان الهدف الأساسي للجريدة هو إعادة الثقة المفتقدة ما بين المواطن والسلطة. ويشكل ظهور هذه الجريدة علامة تحول بارزة وانعطافه للتحول إلى الحياة الحضارية والتقدم الذي كان يتسارع في العالم وخصوصا في أوروبا.
والزوراء صحيفة رسمية أسسها الكاتب أحمد مدحت أفندي وهو في الوقت نفسه أول من تولى رئاسة التحرير فيها. تولاها بعده عزت الفاروقي وأحمد الشاوي البغدادي وطه الشواف ومحمد شكري الآلوسي وعبد المجيد الشاوي وجميل صدقي الزهاوي.  
اهتمت الزوراء بنشر أخبار تتعلق بالشؤون الداخلية والخارجية بالدرجة الرئيسية إضافة إلى نشر الفرمانات ومقالات في الشؤون الثقافية والسياسية والصحية. كما اهتمت بانتقاد ظاهرة الفساد في أداء الإدارات الحكومية. 
وتعتبر الزوراء مصدرا تاريخيا هاما لتقييم الأوضاع السياسية والاجتماعية السائدة في العراق خلال تلك الفترة. 
ونشرت جريدة الزوراء البيانات الخاصة بها على صدر صفحتها الأولى نقتطف منها هذا المقطع (الجريدة) تطبع في الأسبوع مرة كل يوم ثلاثاء وهي حاوية لكل نوع من الاخبار والحوادث الداخلية والخارجية قيمتها عن مدة سنة (70) غرشا وعن مدة ستة أشهر (40) غرشا وكل نسخة منها تباع ب (40) بارة داخل الولاية ويضاف عليها إلى سائر المحال والامكنة اجرة البوستة والذي يرغب في اخذها اما سنة أو ستة أشهر فليراجع مطبعة مركز الولاية حيث تطبع). 
لقد صدرت الزوراء بأربع صفحات من الحجم المتوسط على الرغم من ان بعض مؤرخي الصحافة العراقية قد ذهبوا إلى انها كانت تصدر بصفحتين أو بثماني صفحات، ولكن اعداد الجريدة الصادرة تشير وبشكل حاسم إلى ان صدورها كان باربع صفحات على الرغم من ان الزوراء قد صدرت بشكل استثنائي في بعض الفترات بأكثر من اربع صفحات. وبشكل عام، كانت صفحات الزوراء الأربع مقسمة إلى قسمين: صفحتان باللغة التركية وصفحتان باللغة العربية وكانت الصفحتان العربيتان ترجمة حرفية للصفحتين التركيتين. وكانت تصدر في بعض الأحيان باللغة التركية وحدها وربما يعود ذلك إلى عدم وجود محرر عربي في تلك الفترة أو إلى عدم اكتراث الإدارة الحاكمة بالطبعة العربية ومن ثم بالجمهور الذي ينشر له تلك الطبعة. 
ولم تكن لغة الجريدة العربية على مستوى واحد من الجودة اثناء فترات صدورها اذ كانت في بعض الأحيان حسنة الأسلوب ذات لغة سليمة وواضحة وفي أحيان أخرى كانت ذات لغة سقيمة ورديئة وهذا ما كان يعكس أسلوب ومستوى مترجمها أو محررها العربي فاذا كان اديبا متمكنا من اللغة ظهر ذلك على المواد المنشورة والعكس صحيح. 
وكانت الزوراء جزءا من آلية الإدارة العثمانية فهي تابعة إداريا وماليا لإدارة الولاية وكان العاملون فيها من الجهاز الوظيفي الحكومي ومن ثم كانت تعبر عن سياسة الولاية فلم يظهر في الصحيفة ما يتعارض مع السياسة العثمانية لان الزوراء لم تكن صحيفة رأي ولا كانت تنشر أفكارا لا تنسجم مع سياسة الإدارة الحاكمة وفي الواقع كانت معظم مواد الجريدة مكرسة لنشر الأنظمة والقوانين والمراسيم والاعلانات الرسمية والأهلية. 
وقد جعلها والي بغداد وهو من سلطنة الدولة العثمانية حيث خضع العراق لحوالي 400 سنة من الحكم العثماني من عام 1535 وحتى عام 1917 لسان حال الولاية وقد استمرت في الصدور مدة 48 عاماً حتى بلغ مجموع ما صدر منها (2607) اعداد حيث صدر العدد الأخير في 11 / اذار / 1917 وبقيت الجريدة الوحيدة في بغداد حتى صدور الدستور العثماني سنة 1908م حيث ظهرت في العراق عدة جرائد باللغة العربية. 

## صحف عراقية أخرى
وخلال القرن التاسع عشر صدرت جريدة الموصل في مدينة الموصل في 25 حزيران عام 1885 وتوقفت أكثر من مرة وبشكل نهائي عام 1934 اما الجريدة الثالثة التي صدرت في العراق فكانت جريدة بصرة والتي صدرت في ولاية البصرة في 31 / 12 / 1889 وهي لسـان حال الحكومة العثمانية كسـابقتها وكان ذلك في فترة حكم السلطان عبد الحميد الثاني وتوقفت هذه الجريدة بعد احتلال القوات البريطانية للمدينة عام 1914 اما أول مجلة أنشأت في العراق ولم تكن حكومية فهي مجلة / اكليل الورد/ التي أصدرها الآباء الدومنيكان في الموصل في كانون أول 1902 واستمرت في الصدور حتى عام 1909. 
واجمالا فان صورة الصحافة في العهد العثماني الذي سبق اعلان الدستور في عام 1908 قد صورها سليمان البستاني آنذاك تصويرا دقيقا حيث يلخص تلك الحقبة من تاريخ الصحافة تحت هيمنة السلطة العثمانية بقوله «تحولت الصحافة إلى ابواق تمجيد واغوال تهديد يضطرب أصحابها خوفا لكلمة تبدو منهم أو من محرريهم يتأولها اولوا الامر على غير ما ارادته الجريدة». 
وبعد اعلان الدستور العثماني في عام 1908 اتيحت الحرية التي منحها الانقلاب الدستوري في إصدار المطبوعات اذ ظهر العديد من الصحف والمجلات في بغداد وبقية المحافظات. ولعل جريدة بغداد هي أول صحيفة اصدرها القطاع الخاص لصاحبها مراد بك في 6 اب 1908 وكانت تعبر عن لسان حال حزب الاتحاد والترقي وقد صدرت ثلاث مرات في الأسبوع وباللغتين العربية والتركية ثم اصدر عبد الجبار الخياط جريدة العراق في الأول من كانون الثاني عام 1909 وصدرت باللغتين العربية والتركية أيضا. 

## الاحتلال البريطاني للعراق
وطوت فترة الاحتلال البريطاني للعراق مرحلة التأسيس الأولى للصحافة العراقية التي انشأتها السلطات العثمانية وحكمتها بقوانينها وانظمتها ووسمتها بسماتها وانشأت بدلها صحافة خضعت لتوجيه السياسة البريطانية ومصالحها في المنطقة. 
وفي الوقت الذي بدأت فيه قنابل السفن البريطانية تتساقط في 6 تشرين الثاني عام 1914 على مدينة الفاو وتم انزال القوات البريطانية فيها أخذ عهد خضوع العراق للحكم العثماني الذي ابتدأ منذ عام 1534 يهتز ويتهاوى. وفي 22 تشرين الثاني 1914 احتلت القوات البريطانية البصرة رسميا. اما الوصول إلى بغداد فقد احتاج لقرابة ثلاث سنوات خاضت خلالها القوات البريطانية العديد من المعارك مع القوات العثمانية ثم استمرت في الزحف إلى شمال العراق واحتلته وقد دامت الحرب في العراق زهاء اربع سنوات (من 6 تشرين الثاني 1914 إلى 1 تشرين الثاني 1918). 
وكان من أوائل الأعمال التي قام بها البريطانيون عند احتلالهم البصرة مصادرة مطبعة الولاية الرسمية لولاية البصرة وابتياع المطابع الاهلية لكي ينفردوا باستخدام الصحافة وهي الوسيلة الاتصالية الأساسية في العراق في تلك الفترة. وكان هدفهم كسب الرأي العام العراقي بالاتجاه الذي ينسجم مع احتلالهم فاصدروا نشرة يومية باللغتين العربية والإنكليزية تضمنت اخبار المعارك في جبهات القتال من وجهة النظر البريطانية وتحولت هذه النشرة فيما بعد إلى جريدة أطلق عليها اسم (الأوقات البصرية) وهي أول جريدة أصدرتها قوات الاحتلال البريطاني ولم تقتصر هيمنة البريطانيين على الطباعة والصحافة فقط بل قاموا بتأسيس دور للسينما وتزويدها بالأشرطة السينمائية والاخبارية التي تبث الدعاية لبريطانيا. 
لقد كانت قوات الاحتلال البريطاني تولي الدعاية أهمية كبرى في تلك الفترة التي اشتبكت فيها بصراع ضار مع القوات العثمانية من جهة ومع رفض الاحتلال من قبل جماهير كبيرة في العراق من جهة ثانية ولهذا اعتمدت على الصحف لإيجاد علاقات إيجابية مع المواطنين ولدحر الدعايات التركية واضعاف النفوذ التركي. 
ولعل البيان الذي أصدره الفريق الأول وليام مارشال قائد جيش الاحتلال العام يشير بشكل واضح إلى هاجس القوات البريطانية من الدعاية المضادة والذي نصه: (كل من يذيع افادة كاذبة أو إشاعة أو تقريرا مما قد يخل بالأمن العام أو ما يحدث في العامة تخوفا لا حاجة اليه أو يشوش افكارها يعاقب عن ثبوت الجرم بالإعدام أو بأية عقوبة اخف من ذلك كما يتراءى لفطنة المحكمة أو لدولة قائد الجيش العام). 
وعمدت قوات الاحتلال إلى استخدام الصحف لمخاطبة الجماهير العراقية لتنقل لها ما تريده منذ الأيام الأولى لاحتلالها المناطق المختلفة وكانت صحيفة الأوقات البصرية تصدر بثلاث لغات هي الإنكليزية والعربية والفارسية وقد اسمى البريطانيون الجريدة الأوقات (TIMES) على غرار التسمية التقليدية لبعض صحفهم في بريطانيا. 
وحين احتل البريطانيون بغداد عام 1917 توقفت جريدة الزوراء الشهيرة وقاموا بإصدار جريدة العرب في 4 تموز 1917 بعد ان هيأوا مستلزمات طباعتها وقد أعلنت هذه تحت ترويستها بأنها (جريدة سياسية إخبارية تاريخية عمرانية عربية المبدأ والغرض من انشائها في بغداد عرب للعرب). 
ويلاحظ ان البريطانيين عمدوا إلى الترويج للجريدة بانها عربية بدءا من اسمها وانتهاء بانها عربية المبدأ والغرض وان محرريها هم من العرب وان قراءها من العرب وحاولوا ان يتجنبوا ربطها بهم بشكل مباشر لكي لا ينفر الجمهور منها. 
ومع ازدياد حجم العمل الصحفي وتوسعه بزيادة اعداد الصحف الصادرة والعاملين فيها ولضمان حقوقهم بدأ الصحفيون بالتفكير جديا بإيجاد منظمة ترعى حقوقهم وتضمن جزءا من حريتهم التي لابد ان تتقاطع وسلطة الحكام والولاة.. 

## استحداث نقابة للصحفيين
أن موضوع قيام جمعية أو نقابة للصحفيين قد أثير في وقت مبكر من تاريخ العراق الحديث، وتكررت أثارته عدة مرات قبل نشوب الحرب العالمية الثانية عام 1939، حين عبرت الكثير من حكومات النظام الملكي في تلك الفترة عن اهتمامها بمثل هذه الفكرة، دون أن تضعها موضع التنفيذ، وربما كانت تلك الحكومات تهدف من وراء إثارتها لمسألة نقابة الصحفيين، فرض قيود رسمية على النشاط الصحفي. 
وورد في المادة الأربعين من قانون المطبوعات الأول الذي وقعه الملك فيصل الأول، ورئيس الحكومة نوري السعيد، ووزير الداخلية مزاحم الباجه جي، ووزير العدل جمال بابان ان للحكومة الحق في إصدار نظام يتعلق بكيفية تأسيس نقابة للمطبوعات والصفات اللازمة لتعيين المخبرين والمراسلين الصحفيين وقد وافق عليها مجلس النواب في 13 مايس عام 1931. 
ولم تكن الحكومة جادة في تأسيس نقابة للصحافيين أو للمطبوعات، رغم من أن البلاط الملكي كان، أحياناً طرفاً في الدعوة لقيامها، وهو ما كان يهدف إليه كتاب البلاط الملكي ورفعوا توصية بأن تكون جمعية الصحفيين مماثلة لما هو معمول به في الدول الأخرى، ومن أجل جمع جهود الصحف لخدمة المصلحة العامة. 
وتؤكد المصادر التاريخية ان نوري ثابت صاحب مجلة (حبزبوز) أشهر مجلات العراق آنذاك، كان في طليعة المنادين لقيام نقابة للصحفيين، وكتب في 10 تشرين الثاني عام 1931، بأن قيام النقابة سيساهم في إنقاذ الصحافة من الفوضى التي تعاني منها. 
ولم تكن الظروف السياسة آنذاك مستقرة، فشهد العراق إضرابات ومظاهرات وتجمعات، أغلبها ضد المعاهدة البريطانية، وضد رسوم البلدية ورسوم الكهرباء، حتى أنها أطاحت بوزير الداخلية مزاحم الباجه جي الذي أدار قمع أجهزة الأمن والشرطة للمضربين والمتظاهرين، وبعدها بفترة قصيرة استقال نوري السعيد، ليكرر رئيس الوزراء الجديد رشيد عالي الكيلاني عام 1932، محاولة استحداث نقابة للصحفيين، وادخلت حكومته نصاً مماثلاُ إلى قانون مطبوعات جديد أيضاً، دون نتيجة. 
ومع الكثير من السلبيات التي رافقت أول انقلاب عسكري في تاريخ العراق عام 1936، إلا أننا وجدنا أن ساسته، وليس قادته العسكريين، قد اهتموا بمسألة تشكيل نقابة للصحفيين، وأن هذه الفترة شهدت أفضل محاولة بهذا الخصوص، رغم أنها لم تصل إلى نتيجة إيجابية، ربما أيضاً بسبب التناحر السياسي الذي دب في صفوف القائمين بالانقلاب. 
وأشارت صحيفة (الاستقلال) لصاحبها عبد الغفور البدري، مرتين في 3 و17 تشرين الثاني 1936، أي بعد شهر من الانقلاب العسكري، إلى أن، رئيس الحكومة حكمت سليمان، قد تداول مع عدد من الصحفيين في موضوع تشكيل نقابة خاصة بهم، وأن ستة من أصحاب الصحف اجتمعوا، بعد ذلك بأسبوعين، للتداول فيما بينهم وليكونوا أول لجنة في تاريخ العمل النقابي للصحفيين العراقيين وهم: عبد القادر إسماعيل البستاني، صاحب صحيفة (الأهالي) ورزوق غنام، صاحب صحيفة (العراق) ويونس بحري، صاحب صحيفة (العقاب) ونوري ثابت، صاحب مجلة (حبزبوز) وميخائيل تيسي، صاحب صحيفة (الناقد) وأنور شاؤول، صاحب صحيفة (الحاصد). 
وتشير المصادر التاريخية إلى أن جماعة الأهالي، النشطة سياسياً وثقافياً وصحفياً آنذاك، والممثلة في حكومة الانقلاب بعدد من الوزراء بينهم، كامل الجادرجي، كانت صاحبة الفكرة الأولى لتأسيس نقابة الصحفيين، خصوصاً وأن عبد القادر البستاني كان أحد أبرز مؤسسيها وقادتها، وأن مؤسس الجماعة الآخر، حسين جميل، شغل منصب مدير الدعاية العام، والمسؤولة عن الصحافة آنذاك، وأن رئيس الحكومة حكمت سليمان، نفسه كان عضواً في الجماعة قبل أن يتخلى عنها، ويناهضها عندما أصبح رئيساً للوزراء. 
وأتفق الصحفيون في اجتماع، عقدوه في مقر صحيفة العراق في 17 تشرين الثاني عام 1936 للبحث في نظام النقابة الا ان هذه المحاولات فشلت نتيجة الظروف السياسية التي كانت سائدة آنذاك وانضمام الصحف وأصحابها إلى هذا الطرف أو ذاك في المعارك السياسة، وتبادل الاتهامات حول الموقف من الانقلاب العسكري. حتى أن حكومة حكمت سليمان عطلت في الشهر ذاته تشرين الثاني عام 1936 صحيفة (الاستقلال) مع صحف أخرى كان أصحابها أعضاء في تلك اللجنة النقابية ثم تعرضت الحكومة ذاتها لعاصفة سياسية واستقال وزراء جماعة الأهالي منها، وأطاحت بصحيفة (الأهالي) وهرب صاحبها البستاني إلى خارج العراق. 
وشهد عام 1944، محاولة جديدة لتأسيس تنظيم نقابي للصحفيين، عندما أجتمع أصحاب الصحف في 12 كانون الأول عام 1944 في مقر (صوت الأهالي) التي أصدرها كامل الجادرجي. وناقشوا مشروع تأسيس نقابة للصحفيين، ونشرت هذه الصحيفة في اليوم التالي ما تم الاتفاق عليه حول الشروع في تشكيل نقابة الصحفيين في بغداد، ودعوة الحكومة لإصدار النظام المتعلق بتشكيل النقابة وكذلك الاحتجاج لدى الحكومة على تجاوز الرقابة على الصحف حدود سلطاتها القانونية بمذكرة يوقعها أصحاب الصحف. 
ووقع على هذا الاتفاق كلا من: نور الدين داوود، صاحب صحيفة (النداء) ويحيى قاسم، صاحب صحيفة (الشعب) 
وصدر الدين شرف الدين، صاحب صحيفة (الساعة) ورزوق غنام، صاحب صحيفة (العراق) وروفائيل بطي صاحب صحيفة (البلاد) فيما تحفظ كامل الجادرجي صاحب صحيفة (صوت الأهالي)، ومحمد مهدي الجواهري صاحب صحيفة (الرأي العام) على نص الاتفاق لكنهما وافقا على أداء دورهما في التنفيذ، حيث تولى الجواهري وداوود إعداد الطلب إلى الحكومة بينما تولى الجواهري والجادرجي إعداد مذكرة الاحتجاج. 
وفي اليوم التالي، تم عرض ما تم الاتفاق عليه على أصحاب الصحف الذين لم يحضروا الاجتماع، فوافقوا عليها، ووقعها سليم حسون، صاحب صحيفة (العالم العربي)، وتوفيق السمعاني، صاحب صحيفة (الزمان) وعادل عوني، صاحب صحيفة (الحوادث)، لكن المحاولة هذه لم تصل إلى مستوى التنفيذ التام، ولم تأخذ شكل التنظيم النقابي. 

## تأسيس أول تنظيم نقابي
وبعد انتهاء الحرب العالمية الثانية دب النشاط في صفوف السياسيين والصحفيين لتشكيل الأحزاب والجمعيات، فنجح الصحفيون في تأسيس أول تنظيم نقابي لهم، أسموه (جمعية الصحافة العراقية)، روادها اثنان من قادة الأحزاب الوطنية وهما كامل الجادرجي من الحزب الوطني الديمقراطي وأصبح رئيساً للجمعية وسلمان الصفواني من حزب الاستقلال صاحب صحيفة (اليقظة) واصبح سكرتيراً عاماً لها حيث حصلت عام 1948 على حق الإشراف على توزيع الإعلانات الحكومية والقضائية على الصحف اليومية والأسبوعية مع خصم عمولة للجمعية بنسبة عشرة بالمائة. 
الا ان هذه الجمعية لم يكتب لها النجاح وتعطل دورها بعد تشكيلها بفترة قصيرة والمرجح انها تعطلت في تشرين الثاني عام 1952 عندما تولى الفريق نور الدين داود حكومة الطوارئ حيث تم تعطيل كل الأحزاب والجمعيات والصحف المعارضة، وأعلنت الأحكام العرفية. 
ولم تشهد السنوات المتبقية من عمر النظام الملكي في العراق أية محاولة أخرى لصالح أحياء التنظيم النقابي للصحفيين، بل أن مثل تلك المحاولات كانت ضرباً في المستحيل بعد أن تولى نوري السعيد مقاليد الحكومة مرة أخرى وأصدر عام 1954 مراسيم تحظر الصحف والمجلات والأحزاب والجمعيات، لتمهيد الطريق أمام إنشاء حلف بغداد الاستعماري. 

## بعد قيام النظام الجمهوري
وهكذا بقي الحال، على ما هو عليه، حتى ثورة 14 تموز 1958 والإطاحة بالنظام الملكي، وقيام النظام الجمهوري. 
وبعد قيام النظام الجمهوري خطا العراق خطوات كبيرة نحو تشكيل الاتحادات والنقابات المهنية نتيجة التطورات الإيجابية في المجالات السياسية والاقتصادية والاجتماعية والثقافية والصحفية، وفتح الباب على مصراعيه لتأسيس النقابات والجمعيات والمنظمات المهنية بشكل لم يشهد العراق له مثيلاً في السابق. 
وذكر فائق بطي في كتابه (الموسوعة الصحفية) أن 45 صحفياً، اجتمعوا في نادي المحامين في بغداد، وتدارسوا مشروع تأسيس نقابة للصحفيين، وأتفقوا على اختيار لجنة تأسيسية ضمت 11 صحفياً لإعداد الترتيبات الأولية للمشروع، والحصول على الموافقات الرسمية وهم: محمد مهدي الجواهري، صاحب صحيفة (الرأي العام) ويوسف إسماعيل البستاني من صحيفة (اتحاد الشعب) وعبد الله عباس، صاحب صحيفة (الأهالي) وعبد المجيد الونداوي، رئيس تحرير صحيفة (الأهالي) وصالح سليمان من صحيفة (صوت الأحرار) وفائق بطي، صاحب صحيفة (البلاد) وموسى جعفر أسد، من صحيفة (الثورة) وحمزة عبد الله من صحيفة (خه بات) الكردية وصالح الحيدري، من صحيفة (خه بات) أيضاً وحميد رشيد، صحفي محترف وعبد الكريم الصفار، صحفي محترف أيضا. 
وفي عام 1959 تم تشكيل أول نقابة للصحفيين بشكل رسمي تولى مهامها الشاعر محمد مهدي الجواهري كأول نقيب للصحفيين العراقيين. 

## محمد مهدي الجواهري أول نقيب للصحفيين
ولد بمدينة النجف في السادس والعشرين من تموز عام 1899 وكان ابوه عالما من علماء النجف واراد لابنه ان يكون عالما دينيا فالبسه عباءة العلماء وعمامتهم وهو في سن العاشرة من العمر وترجع أصول الجواهري إلى عائلة عربية نجفية عريقة. 
ويرجع لقبه / الجواهري/ إلى أحد اجداده وهو الشيخ محمد حسن النجفي الذي الف كتابا قيما اسماه «جواهر الكلام في شرح شرائع الإسلام» ولقبت اسرته بآل الجواهري ومنه جاء لقب الجواهري. 
أظهر الجواهري ومنذ طفولته ميلا كبيرا إلى الأدب فأخذ يقرأ في كتاب البيان والتبيين ومقدمة ابن خلدون ودواوين الشعر، ونظم الشعر في سن مبكرة متأثراً ببيئته، واستجابة لموهبة كامنة فيه وكان قوي الذاكرة، سريع الحفظ، ويروى أنه في إحدى المرات وضعت أمامه ليرة ذهبية وطلب منه أن يبرهن عن مقدرته في الحفظ وتكون الليرة من نصيبه فغاب الفتى ثماني ساعات وحفظ قصيدة من (450) بيتاً واسمعها للحاضرين وقبض الليرة. 
كان أبوه يريده عالماً لا شاعراً، لكن ميله للشعر غلب عليه وفي سنة 1917، توفي والده وبعد أن انقضت أيام الحزن عاد الشاب إلى دروسه وأضاف إليها درس البيان والمنطق والفلسفة.. وقرأ كل شعر جديد سواء كان عربياً أم مترجماً عن الغرب. 
شارك الجواهري في ثورة العشرين /عام 1920م/ ضد الاحتلال البريطاني وعمل مدة قصيرة في بلاط الملك فيصل الأول عندما تُوج ملكاً على العراق وكان لا يزال يرتدي العمامة ثم نزعها وترك العمل في البلاط الفيصلي وراح يعمل بالصحافة بعد أن غادر النجف إلى بغداد، فأصدر مجموعة من الصحف منها جريدة (الفرات) وجريدة (الانقلاب) ثم جريدة (الرأي العام) وأخذ يوالي النشر بعدها في مختلف الجرائد والمجلات العراقية والعربية وانتخب عدة مرات رئيساً لاتحاد الأدباء العراقيين. 
نشر الجواهري أول مجموعة له باسم «حلبة الأدب» عارض فيها عدداً من الشعراء القدامى والمعاصرين. 
سافر إلى إيران مرتين: الأولى كانت في عام 1924، والثانية في عام 1926، وكان قد أُخِذ بطبيعتها، فنظم في ذلك عدة مقطوعات. 
- ترك النجف عام 1927 ليُعَيَّن مدرّساً في المدارس الثانوية، ولكنه فوجئ بتعيينه معلماً على الملاك الابتدائي في الكاظمية. 
- أصدر في عام 1928 ديواناً أسماه «بين الشعور والعاطفة» نشر فيه ما استجد من شعره. 
- استقال من البلاط الملكي سنة 1930، ليصدر جريدته (الفرات)، وقد صدر منها عشرون عدداً، ثم ألغت الحكومة امتيازها فآلمه ذلك كثيراً، وحاول أن يعيد إصدارها ولكن دون جدوى، فبقي بدون عمل إلى أن عُيِّنَ معلماً في أواخر سنة 1931 في مدرسة المأمونية، ثم نقل إلى وزارة التربية رئيساً لديوان التحرير. 
- في عام 1935 أصدر ديوانه الثاني باسم «ديوان الجواهري». 
- في أواخر عام 1936 أصدر جريدة (الانقلاب) إثر الانقلاب العسكري الذي قاده بكر صدقي. وعندما شعر بانحراف الانقلاب عن أهدافه التي أعلن عنها بدأ يعارض سياسة الحكم في نشرياته بهذه الجريدة، فحكم عليه بالسجن ثلاثة أشهر وبإيقاف الجريدة عن الصدور شهراً. 
- بعد سقوط حكومة الانقلاب غير اسم الجريدة إلى (الرأي العام)، ولم يتح لها مواصلة الصدور، فعطلت أكثر من مرة بسبب ما كان يكتب فيها من مقالات ناقدة للسياسات المتعاقبة. 
- عندما قامت حركة مايس 1941 أيّدها وبعد فشلها غادر العراق مع من غادر إلى إيران ، ثم عاد إلى العراق في العام ذاته ليستأنف إصدار جريدته (الرأي العام). 
- في عام 1944 شارك في مهرجان أبي العلاء المعري في دمشق. 
- أصدر في عامي 1949 و 1950 الجزء الأول والثاني

## المصدر
نقابة الصحفيين العراقيين